# Korngerüst

Korngerüst mit Übertragungspfaden von Druckspannungen (vereinfacht)

Ein Korngerüst ist ein Raumgitter von Verbindungen an den Berührungspunkten von Körnern z. B. in Sand, Kies oder Splitt.
Anschaulich lässt es sich am besten so erklären: Statt Sandkörner kann man sich Tennisbälle vorstellen, die sich in einem runden Glaszylinder befinden. Die Berührungspunkte der Bälle untereinander bilden das Korngerüst.
Die Stabilität des Korngerüstes hängt vor allem von der Dichte ab, sprich von der Ausnutzung der Hohlräume (Porenräume) zwischen den Tennisbällen. Wenn man von oben auf die Bälle drückt, werden sie sich relativ leicht zusammendrücken lassen.
Gibt man aber noch Tischtennisbälle dazu, vermischt sie gut (man spricht auch von Verdichten) und drückt wieder von obendrauf, dann lassen sich die Bälle deutlich schwerer zusammendrücken. Grund dafür ist, dass sich die Tischtennisbälle in die Hohlräume zwischen den Tennisbällen setzten, so den Platz zum Zusammendrücken nehmen und dadurch für mehr Stabilität sorgen.
Dies kann man weiterdenken und unterschiedliche große Körner bzw. Bälle hinzufügen, wodurch die Hohlräume weiter ausgefüllt werden und sich das Korngerüst weiter versteift und somit tragfähiger wird. Je besser die Hohlräume also ausgenutzt werden, desto tragfähiger ist ein Korngerüst.